# Via Porta

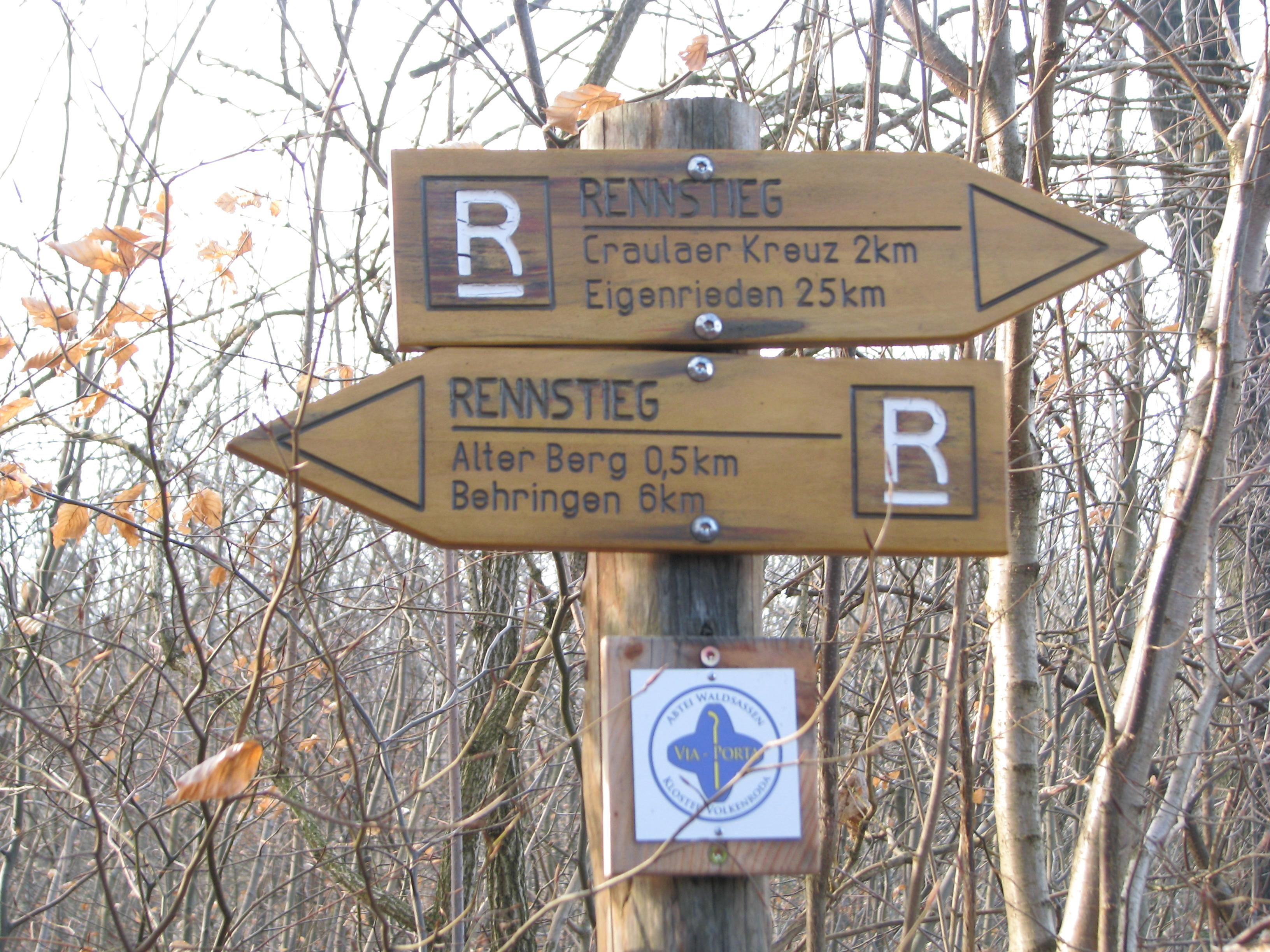
Wegmarkierung der Via Porta

Die Via Porta ist ein Pilgerweg vom evangelischen Kloster Volkenroda im thüringischen Unstrut-Hainich-Kreis zum Kloster Waldsassen im Oberpfälzer Landkreis Tirschenreuth und ist die historische Verbindung zwischen dem ehemaligen Zisterzienserkloster und seinem Tochterkloster.

## Wegverlauf
Die Via Porta verläuft über eine Länge von etwa 300 km durch das Thüringer Keuperbecken, den Hainich, den Thüringer Wald und das Thüringer Schiefergebirge, dann durch das Fichtelgebirge bis in die Oberpfalz. Der Weg kann in 18 Tagesetappen begangen werden. Zwei davon führen durch Tschechien. Den Streckenverlauf zeigt eine Info-Tafel im Innenhof von Kloster Waldsassen.

## Geschichte
Der Weg wurde am 2. Mai 2010 in Volkenroda im Rahmen der jährlich stattfindenden Christus-Wallfahrt offiziell eingeweiht. Vom 12. bis 16. Mai 2010 wurde er auf dem Zweiten Ökumenischen Kirchentag in München vorgestellt. Segnung und Eröffnung in Waldsassen folgten am 21. Mai 2010.

## Besonderheiten
Die Via Porta ist ein ökumenisches Projekt, da sie ein evangelisches mit einem katholischen Kloster verbindet und von beiden Kirchen getragen wird. Waldsassens Äbtissin Laetitia Fech äußerte sich dazu wie folgt: „Er führt vom Volkenroder Kruzifix zum geschändeten Heiland von Waldsassen.“
Die Via Porta ist auch ein europäisches Projekt, da sie die Grenze zweier ehemals verfeindeter und heute zum geeinten Europa gehörender Staaten überschreitet. Sie wurde daher auch durch Mittel der EU gefördert. Der Weg dient auch der besseren Verständigung zwischen den Bundesländern Bayern und Thüringen, die bis 1990 dem geteilten Deutschland angehörten.